# Чернещинский сельский совет (Зачепиловский район)
Чернещинский сельский совет — входит в состав Зачепиловского района Харьковской области Украины.
Административный центр сельского совета находится в селе Чернещина.

## История
- 1924 — дата образования.

## Населённые пункты совета
- село Чернещина
- село Новоселовка
- село Письмаковка